# П'єр Ґассенді

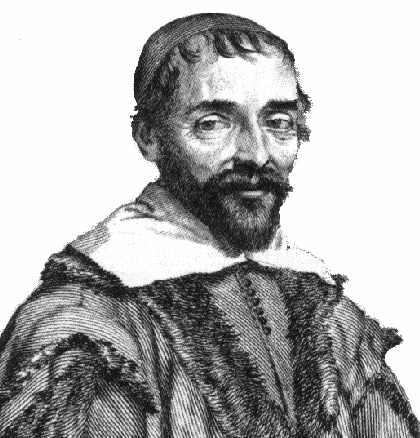

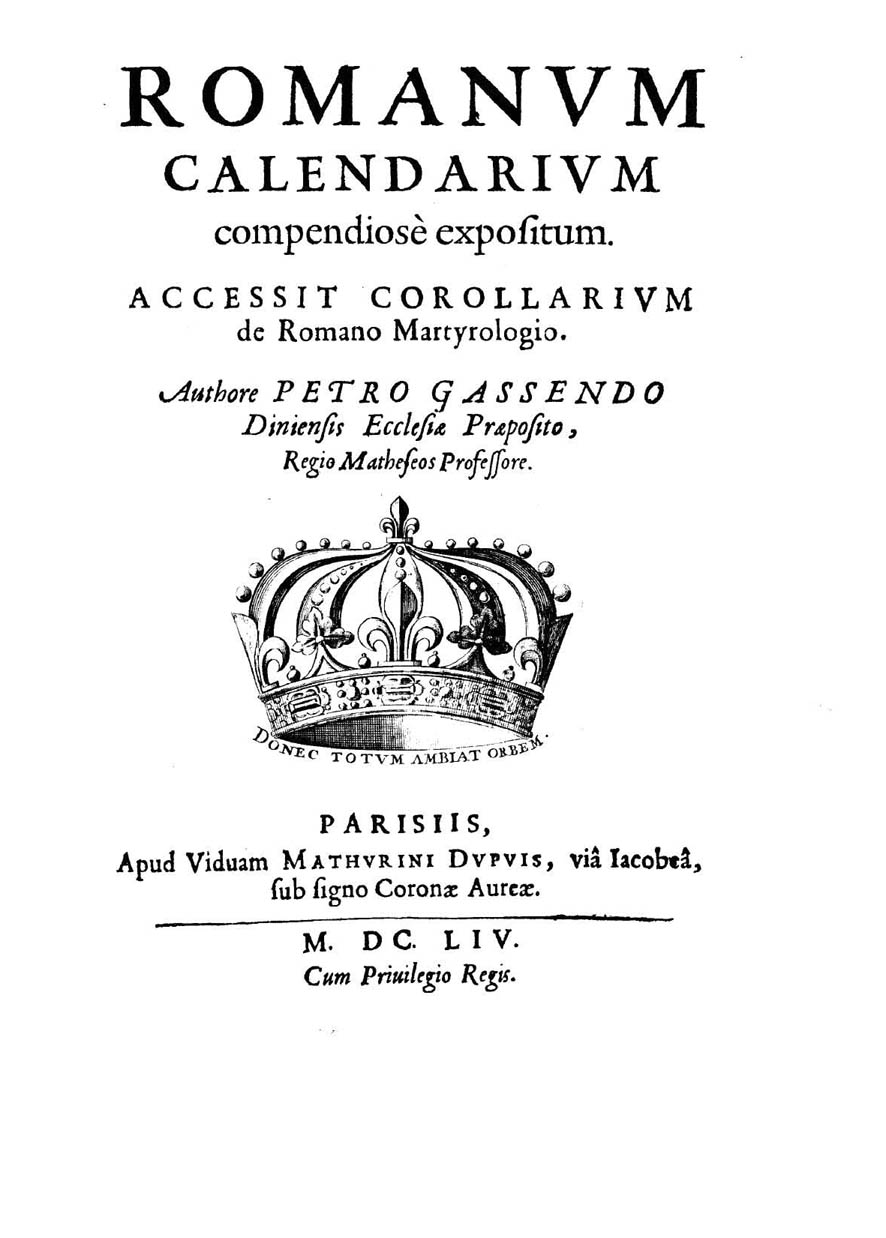
Romanum calendarium

П'єр Ґассенді (фр. Pierre Gassendi; 22 січня 1592 — 24 жовтня 1655) — французький філософ, астроном, математик і механік, сучасник Рене Декарта. У 40-х роках XVII століття першим розпочав відкриту полеміку з картезіанством. Його праці: «Метафізичне дослідження проти Декарта», «Метафізичне дослідження, чи Сумнів і заперечення проти метафізики Декарта» спрямовані проти тез про фундаментальність принципу «методологічного сумніву» та «достовірності мислячого Я».
Ґассенді доводить, що не тільки мислення, а й кожна дія людини може бути прийнята як вихідна достовірність, якщо результати дії збігаються з планованими. Розвиваючи своє поняття діяльності, він робить висновок, що думка про самого себе без зовнішнього об'єкта, без відношення до нього як зовнішнього просто неможлива. Треба віднестися до себе не як до Я, а як до не-Я, щоб мислити про себе. Таким чином, самодостовірності свого мислення бути не може, бо ми мислимо себе як не-Я, як щось зовнішнє, хоча даємо йому ім'я «Я». Достовірність нашого мислення, таким чином, здобувається переведенням свого Я в не-Я. Я маю план зробити цю річ. Роблю її, вона постає переді мною, і тільки тоді Я переконуюся в достовірності своїх думок, якщо не-Я збігається з моїми планами. Отже, жодні вроджені ідеї не здатні стати основою раціонального мислення. Раціональність досягається лише з досвідом успішної діяльності.
Ґассенді розробив послідовну систему сенсуалістського вчення про пізнання. Основу цього вчення становить переконання незаперечності індуктивістської гносеології, яка визнає виникнення загальних понять через узагальнення одиничних явищ.
Користуючись даною гносеологією, він розробляє відповідне вчення про будову світу, яке зводиться до доказів атомістичної будови навколишнього світу. Пропаганда античної атомістики, розгорнена Ґассенді, його астрономічні спостереження, праці з історії науки мали велике значення для формування природознавства XVII ст.
Основна заслуга Ґассенді як астронома полягає в тому, що він вперше спостерігав проходження Меркурія по диску Сонця (7 листопада 1631), передобчислене Й.Кеплером. У 1647 опублікував книгу, в якій піддав розбору системи світу Птолемея, М. Коперника і Т. Браге. Був прихильником геліоцентричного учення Коперника. Автор біографічної праці про Т.Браге, Коперника, Р. Пурбаха, Регіомонтана (1654) і роботи, присвяченій історії календаря (1654).